# Bohrium
Bohrium ist ein ausschließlich künstlich erzeugtes chemisches Element mit dem Elementsymbol Bh und der Ordnungszahl 107 und zählt zu den Transactinoiden (7. Periode, d-Block). Im Periodensystem der Elemente steht es in der 7. IUPAC-Gruppe, der Mangangruppe. Alle Bohrium-Isotope sind radioaktiv. Es wurde nach dem dänischen Physiker Niels Bohr benannt (nicht zu verwechseln mit Bor).

## Geschichte
Bohrium wurde zwar erstmals am 6. Oktober 1976 von einer sowjetischen Forschergruppe unter Leitung von Juri Oganesjan am Institut für Kernforschung bei Dubna erzeugt, jedoch nicht als solches erkannt. Die Erzeugung geht daher offiziell auf die Gesellschaft für Schwerionenforschung in Darmstadt zurück, die das Element am 27. März 1981 erzeugte und den Namen Nielsbohrium vorschlug. Es trug zunächst den systematischen Namen Unnilseptium (Symbol Uns) und wurde zuvor auch als Eka-Rhenium bezeichnet.
Der heutige, endgültige Name wurde 1994 von der IUPAC empfohlen und 1997 beschlossen.

## Sicherheitshinweise
Es gibt keine Einstufung nach der CLP-Verordnung oder anderer Regelungen. Von diesem Element sind nur wenige Atome gleichzeitig herstellbar und damit viel zu wenige für eine chemische oder physikalische Gefährlichkeit.